# Омска област
Омска област (рус. Омская область) је конститутивни субјект Руске Федерације са статусом области у југозападном делу Сибирског федералног округа, у азијском делу Русије на граници са Казахстаном.
Административни центар области је град Омск, са 1,1 милиона становника.
Област обухвата површину од 139.700 km² и према попису из 2002. имала је 2.079.220 становника. Кроз област пролази чувена Транссибирска железница и Транссибирска магистрала (БАМ).

## Етимологија
Област носи име по административном центру, граду Омску. Град је основан 1716. године на ушћу реке Ом, по којој је и добио име у реку Иртиш.
Назив реке Ом, по једнојој од верзија, долази од барабинскотатарске речи ом - „тиха“. Локални назив реке је и Омка.

## Географија

### Клима
Велика река Иртиш пролази кроз област. Клима је континентална са просечним јануарским темпаратурама око - 18 °C. Лета су врућа.
Падавина има 300−400 mm годишње.

## Становништво
| 1989.     | 2002.     | 2010.     |
| --------- | --------- | --------- |
| 2,782,005 | 2,692,251 | 1,977,665 |